# Campionato europeo di arrampicata 2022
Il Campionato europeo di arrampicata 2022 è stato la 15ª edizione della competizione continentale. Si è svolta a Monaco di Baviera, in Germania, dall'11 al 21 agosto.

## Podi

### Maschile
| Evento    | Oro            | Argento         | Bronzo              |
| Lead      | Adam Ondra     | Luka Potočar    | Alberto Ginés López |
| Boulder   | Nicolai Uznik  | Sam Avezou      | Adam Ondra          |
| Speed     | Danyl Boldyrev | Marcin Dzieński | Guillaume Moro      |
| Combinata | Jakob Schubert | Adam Ondra      | Alberto Ginés López |

### Femminile
| Evento    | Oro                 | Argento            | Bronzo          |
| Lead      | Janja Garnbret      | Jessica Pilz       | Manon Hily      |
| Boulder   | Janja Garnbret      | Hannah Meul        | Oriane Bertone  |
| Speed     | Aleksandra Mirosław | Aleksandra Kałucka | Natalia Kałucka |
| Combinata | Janja Garnbret      | Mia Krampl         | Jessica Pilz    |

## Medagliere
| Pos.   | Paese     | Oro | Argento | Bronzo | Totale |
| ------ | --------- | --- | ------- | ------ | ------ |
| 1      | Slovenia  | 3   | 2       | 0      | 5      |
| 2      | Austria   | 2   | 1       | 1      | 4      |
| 3      | Polonia   | 1   | 2       | 1      | 4      |
| 4      | Rep. Ceca | 1   | 1       | 1      | 3      |
| 5      | Ucraina   | 1   | 0       | 0      | 1      |
| 6      | Francia   | 0   | 1       | 3      | 4      |
| 7      | Germania  | 0   | 1       | 0      | 1      |
| 8      | Spagna    | 0   | 0       | 2      | 2      |
| Totale | Totale    | 8   | 8       | 8      | 24     |